# Vincenzo Catena

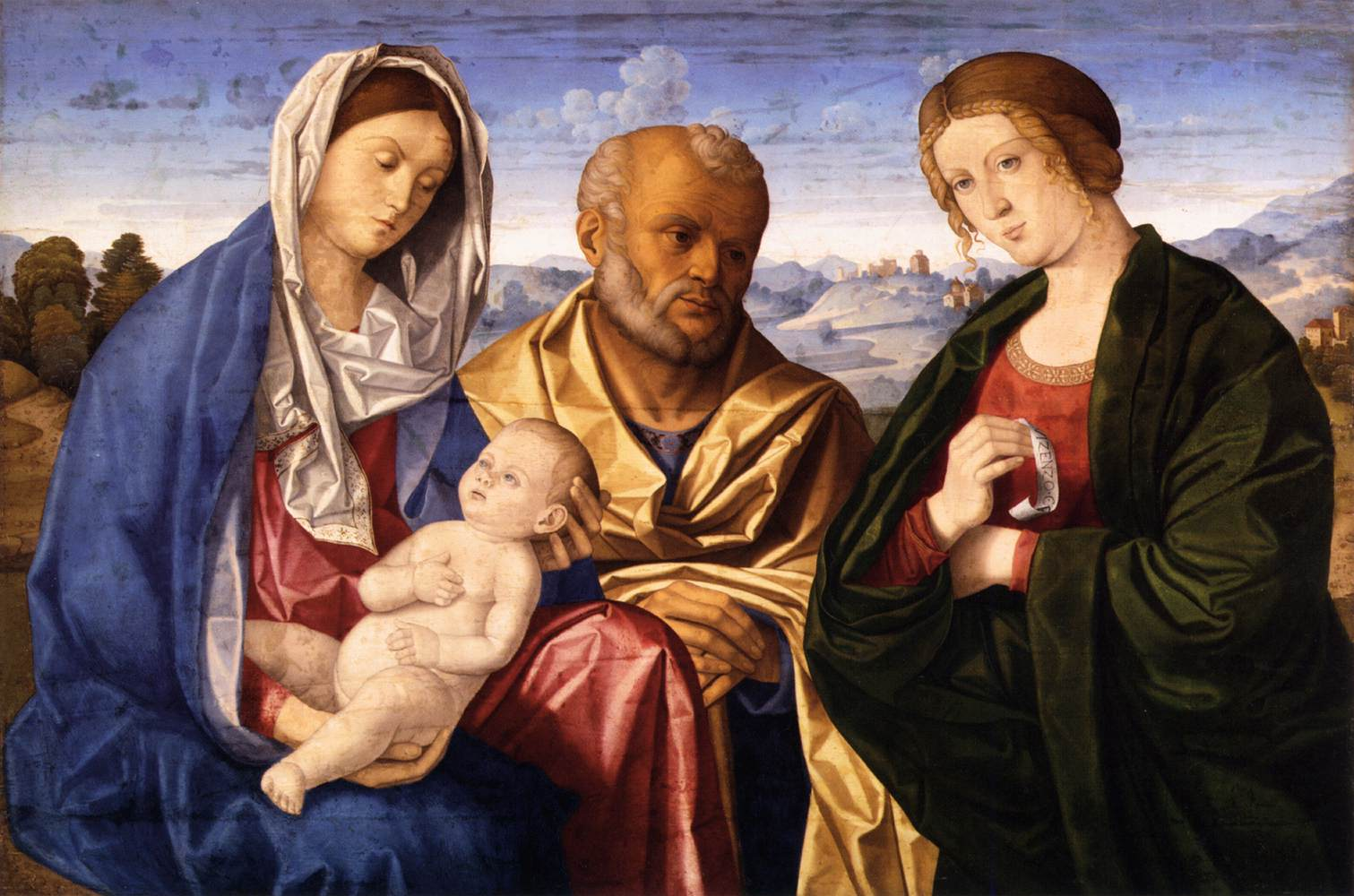
Madonna z Dzieciątkiem i świętymi, ok. 1500, Muzeum Sztuk Pięknych w Budapeszcie

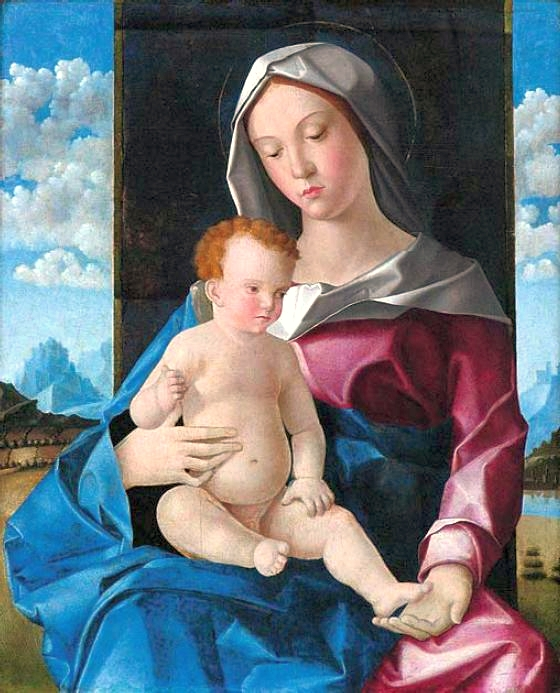
Madonna z Dzieciątkiem, ok. 1510, Muzeum Czartoryskich w Krakowie

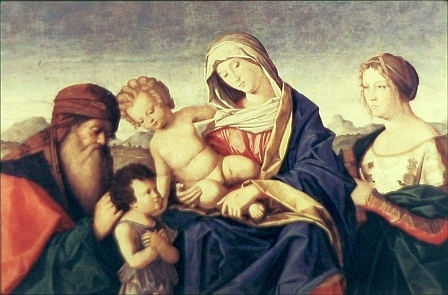
Madonna z Dzieciątkiem i Świętymi, 1510-1511, Galeria Malarstwa i Rzeźby Muzeum Narodowego w Poznaniu

Vincenzo Catena (ur. ok. 1470, zm. 1531) – włoski malarz okresu renesansu tworzący w Wenecji.

## Życiorys
Był przedstawicielem szkoły Belliniego; w jego wczesnych dziełach widoczne są wpływy Antonello da Messiny oraz Giorgionego.
Szybko zdobył uznanie jako portrecista weneckiej arystokracji i malarz sakralny. Mecenat nad nim obejmował doża Leonardo Loredan, co potwierdza korespondencja malarza z hrabią Marcantonio Michielem z 1520 roku. 

## Twórczość
- Madonna z Dzieciątkiem i świętymi - (1498 - 1500), Muzeum Sztuk Pięknych w Budapeszcie
- Rozmowa Świętych z donatorem - (1504), Ermitaż, Paryż
- Madonna z Dzieciątkiem i Świętymi - (1510-1511), Galeria Malarstwa i Rzeźby Muzeum Narodowego w Poznaniu
- Madonna z Dzieciątkiem - (ok. 1510), Muzeum Czartoryskich w Krakowie
- Portret chłopca - (ok. 1510), National Gallery w Londynie
- Portret Giambattisty Memmo - (ok. 1510), Lowe Art Museum
- Portret nieznanej dziewczyny jako Marii Magdaleny - (ok. 1512), Gemäldegalerie, Berlin
- Przekazanie kluczy świętemu Piotrowi - (ok. 1517), Prado, Madryt
- Chrystus i Samarytanka - (ok. 1520), Columbus Museum of Art
- Wieczerza w Emaus - (1525), Palazzo Pitti, Florencja
- Odpoczynek podczas ucieczki do Egiptu - (1525), National Gallery of Canada, Ottawa
- Salome z głową Jana Chrzciciela - (ok. 1525), Royal Collection, Londyn
- Portret weneckiego senatora - (ok. 1525), Metropolitan Museum of Art, Nowy Jork
- Chrystus niosący krzyż - (ok. 1530), Muzeum Lichtenstein, Wiedeń